# Love Song (컬러링 베이비 7공주의 노래)
컬러링베이비7공주〈Love Song〉(러브 송)은 대한민국의 걸 그룹 컬러링 베이비 7공주의 노래이다. 
에드워드 엘가의 ‘사랑의 인사’(프랑스어: Salut d'amour)에 가사를 붙인 곡이다.
그룹이 해체된 후 약 10년 정도가 지나서 SNS에 뮤직 비디오 게시글의 댓글에서 서로에게 태그를 걸면서 다시 연락을 하게 되었다.
2017년 1월 20일, 인터뷰 내용과 2017년 버전으로 재촬영한 뮤직 비디오를 KBS 뉴스 STAR의 웹사이트와 페이스북 계정을 통해서 공개됐다.
2018년 3월 4일, 《투유 프로젝트 - 슈가맨 시즌 2》에서 희열팀의 슈가맨과 슈가송으로 출연해서 가창했으며 오마이걸이 역주행 곡으로 가창했다.
2007년 12월 EBS 캐릭터 인기대상에서 7공주가 이 노래에 맞춰 춤을 추었다.
2020년에 개봉한 중국의 영화인 나타지마동강세의 나타, 손오공, 오병이 부른 뮤직비디오에서도 이 노래를 개사하여 사용하였다.